# Pagno
Pagno är en ort och kommun i provinsen Cuneo i regionen Piemonte i Italien. Kommunen hade 560 invånare (2018).